# 甘く危険なナンパ刑事
『甘く危険なナンパ刑事』（あまくきけんなナンパでか）は、西森博之による日本の漫画作品。『週刊少年サンデー』（小学館）において、1990年12号から1990年37号まで連載された。全25話。単行本は少年サンデーコミックスより全2巻、少年サンデーブックスよりワイド版全1巻、My First BIGより廉価版全3巻刊行。

## 概要
西森博之にとって初の週刊連載。『週刊少年サンデー増刊号』（小学館）で『今日から俺は!!』を連載中に連載が開始された。
- 第10話「とんでもない兄妹だ」（1990年21・22号掲載）
- 第17話「俺って幸せ!? それとも不幸!?」（1990年29号掲載）

の2話は、『今日から俺は!!』38巻（ワイド版19巻）に収録されている。本作終了後、『今日から俺は!!』が1990年40号より『週刊少年サンデー』に移籍連載された。

## ストーリー
サングラスの似合う二枚目刑事・相沢光司は、いい加減な性格で金と女にとても弱い。千葉の平和と正義のために、今日も相棒と共に事件を追う。

## 登場人物

### 刑事
相沢 光司（あいざわ こうじ）
主人公。千葉北西警察署の新人刑事。長身で顔は良いが、軽薄・わがまま・無責任で、金と女に非常に弱い。時所構わず美人を口説こうとする。刑事になったのも女にモテたいが為。密輸で手に入れたTDE社製44オートマグが愛銃。
権藤（ごんどう）
相沢から3日遅れで刑事課に配属された新人刑事。相沢よりガタイが良い。先に手柄を挙げた方が家来となるという約束の下、相沢と張り合う。問題を起こし交通課に異動。
小林 麻子（こばやし あさこ）
相沢から1か月遅れで刑事課に配属された新人刑事。異動となった権藤に代わり相沢の相棒となる。威勢が良く、所謂オカマの兄の影響もあって男前。一人称が俺の美人。
西条（さいじょう）
千葉北西警察署刑事課長。相沢らの上司。密輸のスターム・ルガー社製44マグナムスーパーブラックホークが愛銃。
山田（やまだ）
相沢らの先輩刑事。教育係として配属初日の相沢と組むが、相沢の行動が原因で逃亡中の銀行強盗の人質となる。
青島（あおしま）
相沢らの先輩刑事。強面で凶悪犯専門。ヘマをした相沢と麻子に代わり、裕子の警護を担当する。相沢曰く「ホトンどヤクザ」。

### その他
由花（ゆか）
地上げ不動産から金庫を盗み出した女。鍵の掛かったドアをこじ開け、70kgもある金庫を持ち出すほどの力持ち。一彦に惚れている。
一彦（かずひこ）
由花を唆して金庫を盗ませた男。自分が付き合っている女を妹と偽り、経営するジムが借金で潰れそうだと由花を騙す。由花のことは金ヅルとしか見ていない。
洋子（ようこ）
権藤の幼馴染み。権藤とは洋ちゃん、ゴンチャンと呼び合う。銚子在住で美人。権藤が幼い頃からずっと見守ってきたと言う想い人。
小川 裕子（おがわ ゆうこ）
痴漢・ストーカー被害者。相沢と麻子に一旦は捕まったものの、その数週間後に逃げ出した犯人から電話が掛かってきたため、麻子に助けを求める。
榎本 由美子（えのもと ゆみこ）
ヤクザに絡まれていた女子高生。方向音痴。一時的に記憶喪失となっていた相沢は、殺し屋ジョーと名乗る。TVを投げるほどの馬鹿力。
阿部 恵（あべ めぐみ）
父親が女を作り出て行ってしまったために荒んでいた女子高生。万引きを相沢と麻子に見つかる。父親がしていた時計を大切に身に付けている。
阿部 孝輔（あべ こうすけ）
恵の弟。中学生と勘違いされるほど小柄な高校生。喧嘩は弱く、姉の恵にも勝ったことがないが、根性は相沢も認めている。由美子に一目惚れ。
ミウラ（みうら）
相沢と麻子が偶然発見した麻薬取引の黒幕。とある国の外交官。過剰な自信家で、相沢を見下している。口調と物腰は紳士的だか、性格は凶暴で残忍。相沢の銃弾によって顔に傷がついてしまった事に腹を立て、原因となった部下を殺害。さらに麻子を監禁し、足に刺さっていたナイフを容赦なく踏みつけた。麻子の救出にやってきた相沢を待ち構え、既に怪我を負っていた相沢を徹底的に追い詰める。

## 単行本
少年サンデーコミックス
- 甘く危険なナンパ刑事 1 ISBN 4091224717 （1990年10月18日発売）
- 甘く危険なナンパ刑事 2 ISBN 4091224725 （1990年12月13日発売）

少年サンデーブックス
- 甘く危険なナンパ刑事 ISBN 4091218474 （2000年1月18日発売）

My First BIG
- 甘く危険なナンパ刑事+今日から俺は!! ナンパはおまかせ!! ISBN 4091098762 （2002年9月発売）
- 甘く危険なナンパ刑事+今日から俺は!! 俺は殺し屋だ、ホレんなよ! ISBN 4091090060 （2002年10月発売）
- 甘く危険なナンパ刑事+今日から俺は!! 俺って幸せ!? ISBN 4091090184 （2002年10月発売）